# Austràlia a la Copa del Món de futbol
Aquest és el registre dels resultats d'Austràlia a la Copa del Món. La millor actuació d'Austràlia ha estat en l'edició del 2006, quan va arribar als vuitens de final.

## Resum d'actuacions
Campions      Finalistes      Tercers      Quarts
| Historial a la Copa del Món | Historial a la Copa del Món | Historial a la Copa del Món | Historial a la Copa del Món | Historial a la Copa del Món | Historial a la Copa del Món | Historial a la Copa del Món | Historial a la Copa del Món | Historial a la Copa del Món |
| Edició                      | Ronda                       | Posició                     | PJ                          | PG                          | PE                          | PP                          | GF                          | GC                          |
| --------------------------- | --------------------------- | --------------------------- | --------------------------- | --------------------------- | --------------------------- | --------------------------- | --------------------------- | --------------------------- |
| 1930                        | No hi participà             | No hi participà             | No hi participà             | No hi participà             | No hi participà             | No hi participà             | No hi participà             | No hi participà             |
| 1934                        | No hi participà             | No hi participà             | No hi participà             | No hi participà             | No hi participà             | No hi participà             | No hi participà             | No hi participà             |
| 1938                        | No hi participà             | No hi participà             | No hi participà             | No hi participà             | No hi participà             | No hi participà             | No hi participà             | No hi participà             |
| 1950                        | No hi participà             | No hi participà             | No hi participà             | No hi participà             | No hi participà             | No hi participà             | No hi participà             | No hi participà             |
| 1954                        | No hi participà             | No hi participà             | No hi participà             | No hi participà             | No hi participà             | No hi participà             | No hi participà             | No hi participà             |
| 1958                        | No hi participà             | No hi participà             | No hi participà             | No hi participà             | No hi participà             | No hi participà             | No hi participà             | No hi participà             |
| 1962                        | No hi participà             | No hi participà             | No hi participà             | No hi participà             | No hi participà             | No hi participà             | No hi participà             | No hi participà             |
| 1966                        | No es classificà            | No es classificà            | No es classificà            | No es classificà            | No es classificà            | No es classificà            | No es classificà            | No es classificà            |
| 1970                        | No es classificà            | No es classificà            | No es classificà            | No es classificà            | No es classificà            | No es classificà            | No es classificà            | No es classificà            |
| 1974                        | Primera fase                | 14s                         | 3                           | 0                           | 1                           | 2                           | 0                           | 5                           |
| 1978                        | No es classificà            | No es classificà            | No es classificà            | No es classificà            | No es classificà            | No es classificà            | No es classificà            | No es classificà            |
| 1982                        | No es classificà            | No es classificà            | No es classificà            | No es classificà            | No es classificà            | No es classificà            | No es classificà            | No es classificà            |
| 1986                        | No es classificà            | No es classificà            | No es classificà            | No es classificà            | No es classificà            | No es classificà            | No es classificà            | No es classificà            |
| 1990                        | No es classificà            | No es classificà            | No es classificà            | No es classificà            | No es classificà            | No es classificà            | No es classificà            | No es classificà            |
| 1994                        | No es classificà            | No es classificà            | No es classificà            | No es classificà            | No es classificà            | No es classificà            | No es classificà            | No es classificà            |
| 1998                        | No es classificà            | No es classificà            | No es classificà            | No es classificà            | No es classificà            | No es classificà            | No es classificà            | No es classificà            |
| 2002                        | No es classificà            | No es classificà            | No es classificà            | No es classificà            | No es classificà            | No es classificà            | No es classificà            | No es classificà            |
| 2006                        | Vuitens de final            | 16s                         | 4                           | 1                           | 1                           | 2                           | 5                           | 6                           |
| 2010                        | Primera fase                | 21s                         | 3                           | 1                           | 1                           | 1                           | 3                           | 6                           |
| 2014                        | Primera fase                | 30s                         | 3                           | 0                           | 0                           | 3                           | 3                           | 9                           |
| 2018                        | Primera fase                | 30s                         | 3                           | 0                           | 1                           | 2                           | 2                           | 5                           |
| 2022                        | Vuitens de final            | 11s                         | 4                           | 2                           | 0                           | 2                           | 4                           | 6                           |
| 2026                        | Pendent                     | Pendent                     | Pendent                     | Pendent                     | Pendent                     | Pendent                     | Pendent                     | Pendent                     |
| 2030                        | Pendent                     | Pendent                     | Pendent                     | Pendent                     | Pendent                     | Pendent                     | Pendent                     | Pendent                     |
| 2034                        | Pendent                     | Pendent                     | Pendent                     | Pendent                     | Pendent                     | Pendent                     | Pendent                     | Pendent                     |
| Total                       | Vuitens de final            | Vuitens de final            | 20                          | 4                           | 4                           | 12                          | 17                          | 37                          |

## Alemanya Occidental 1974

### Primera fase: Grup 1
| Pos | Equip               | PJ | PG | PE | PP | GF | GC | DG | Pts | Classificació           |
| --- | ------------------- | -- | -- | -- | -- | -- | -- | -- | --- | ----------------------- |
| 1   | Alemanya Oriental   | 3  | 2  | 1  | 0  | 4  | 1  | +3 | 5   | Avança a la segona fase |
| 2   | Alemanya Occidental | 3  | 2  | 0  | 1  | 4  | 1  | +3 | 4   | Avança a la segona fase |
| 3   | Xile                | 3  | 0  | 2  | 1  | 1  | 2  | −1 | 2   |                         |
| 4   | Austràlia           | 3  | 0  | 1  | 2  | 0  | 5  | −5 | 1   |                         |

| Alemanya Oriental               | 2–0     | Austràlia |
| ------------------------------- | ------- | --------- |
| Curran 58' (p.p.) · Streich 72' | Informe |           |

| Austràlia | 0–3     | Alemanya Occidental                     |
| --------- | ------- | --------------------------------------- |
|           | Informe | Overath 12' · Cullmann 34' · Müller 53' |

| Austràlia | 0–0     | Xile |
| --------- | ------- | ---- |
|           | Informe |      |

## Rússia 2018

### Primera fase: Grup C
| Pos | Equip     | PJ | PG | PE | PP | GF | GC | DG | Pts | Classificació        |
| --- | --------- | -- | -- | -- | -- | -- | -- | -- | --- | -------------------- |
| 1   | França    | 3  | 2  | 1  | 0  | 3  | 1  | +2 | 7   | Avança a segona fase |
| 2   | Dinamarca | 3  | 1  | 2  | 0  | 2  | 1  | +1 | 5   | Avança a segona fase |
| 3   | Perú      | 3  | 1  | 0  | 2  | 2  | 2  | 0  | 3   |                      |
| 4   | Austràlia | 3  | 0  | 1  | 2  | 2  | 5  | −3 | 1   |                      |

| França                                 | 2–1     | Austràlia        |
| -------------------------------------- | ------- | ---------------- |
| Griezmann 58' (p.) · Behich 81' (p.p.) | Informe | Jedinak 62' (p.) |

| Dinamarca  | 1–1     | Austràlia        |
| ---------- | ------- | ---------------- |
| Eriksen 7' | Informe | Jedinak 38' (p.) |

| Austràlia | 0–2     | Perú                        |
| --------- | ------- | --------------------------- |
|           | Informe | Carrillo 18' · Guerrero 50' |